# Pierre-Émile Martin

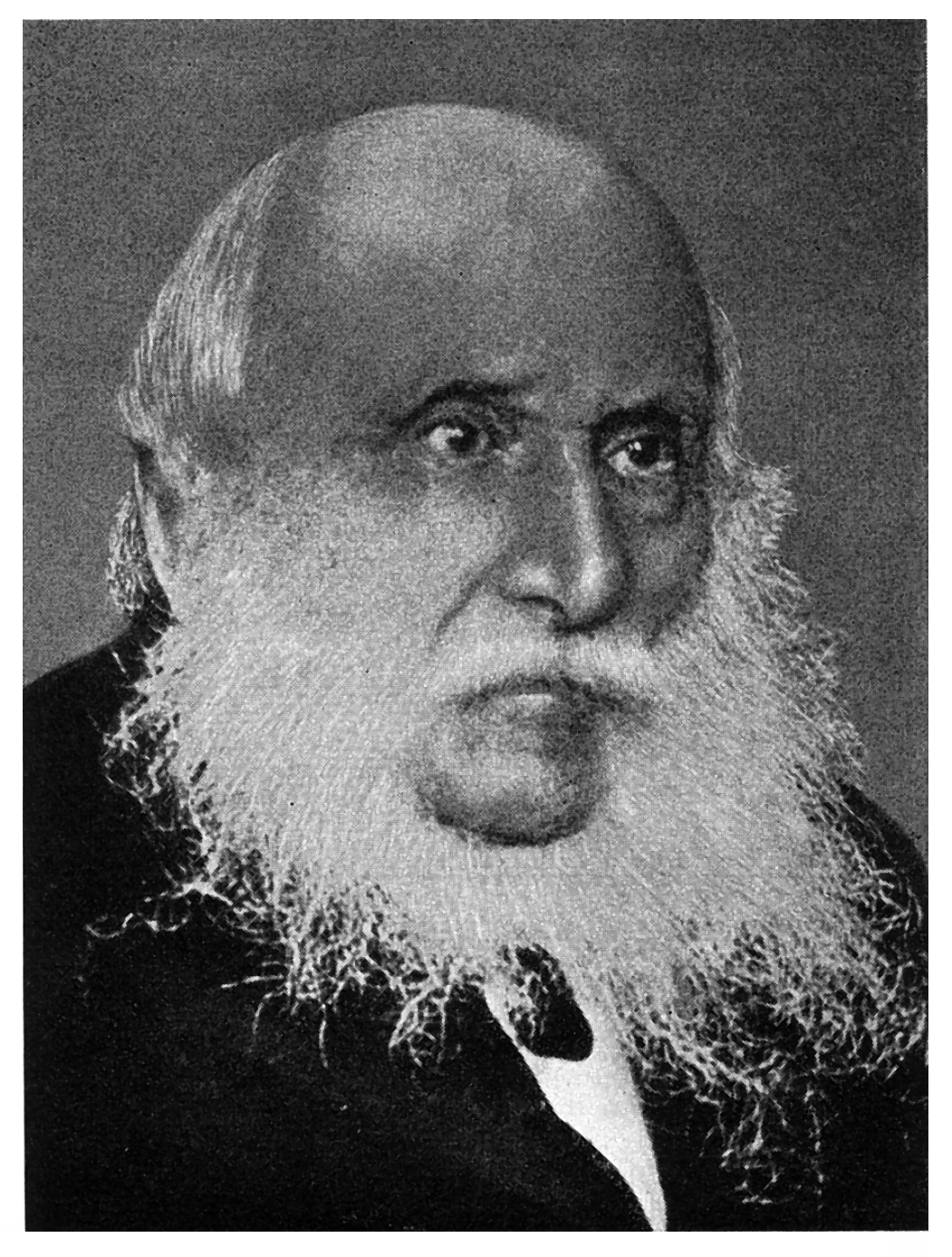
Pierre-Émile Martin

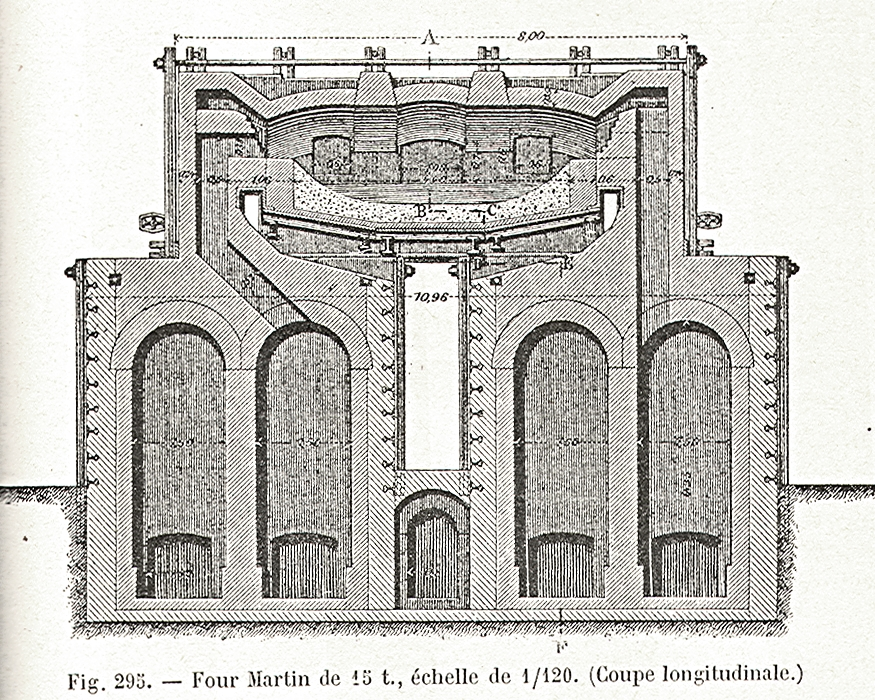
Piec martenowski używany przy produkcji stali

Pierre-Émile Martin (ur. 18 sierpnia 1824 w Bourges, zm. 23 maja 1915 w Fourchambault) – francuski inżynier górnictwa i metalurg.
W latach 1862–1864 udoskonalił piec płomieniowy do wytopu stali konstrukcji sir Carla Siemensa (1823–1883), znany współcześnie jako piec Siemensa–Martena lub piec martenowski. Opracował też nowe metody uszlachetniania stali.
Odznaczony orderem oficerskim Legii Honorowej (1910) i Bessemer Gold Medal.